# Gamla posthuset, Göteborg
Posthuset eller Centralposthuset (Postkontoret Göteborg 1) ligger vid Drottningtorget i Göteborg. Det ritades av göteborgsarkitekten Ernst Torulf och stod klart i maj 1925. Sedan 2012 bedrivs hotellverksamhet i fastigheten under namnet Clarion Hotel Post.

## Historik

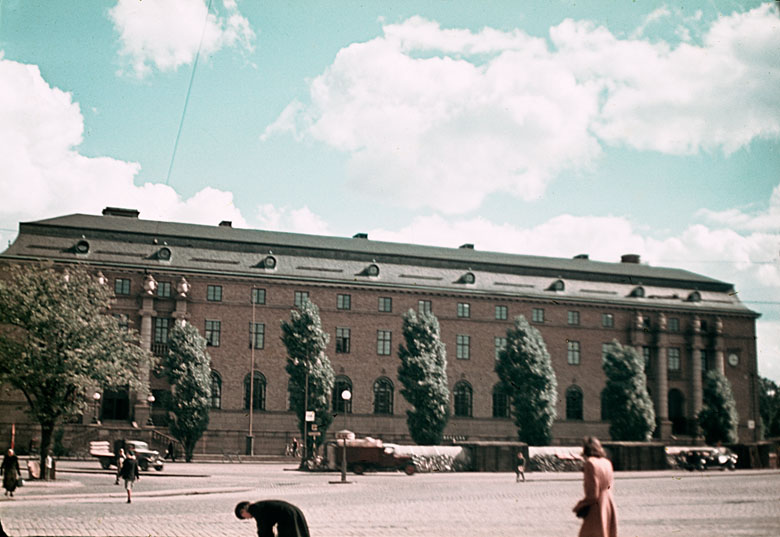
Centralposthuset, 1943.

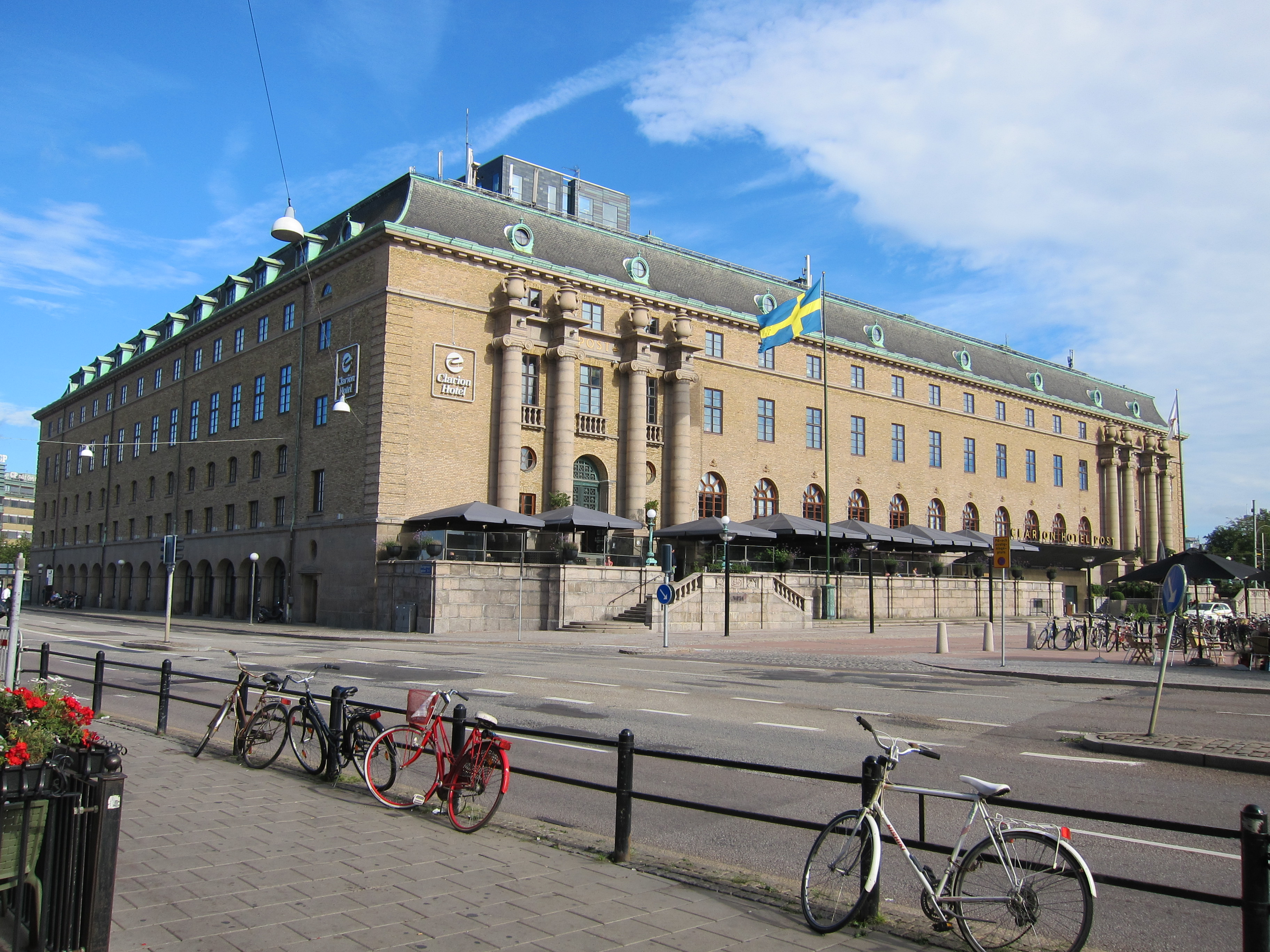
Clarion Hotel Post, sett från Centralstationen, 2012.

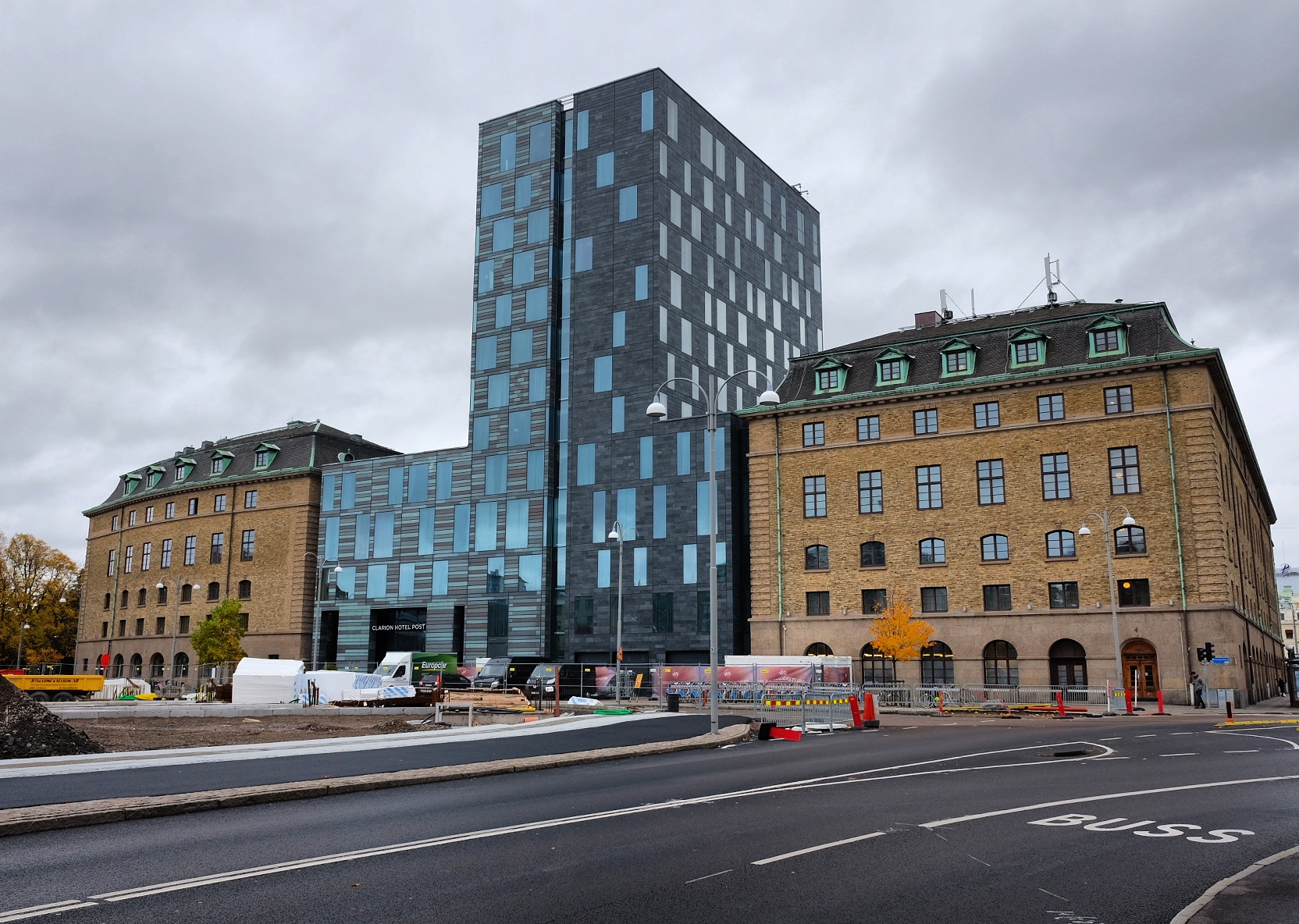
Clarion Hotel Post, sett från Åkareplatsen.

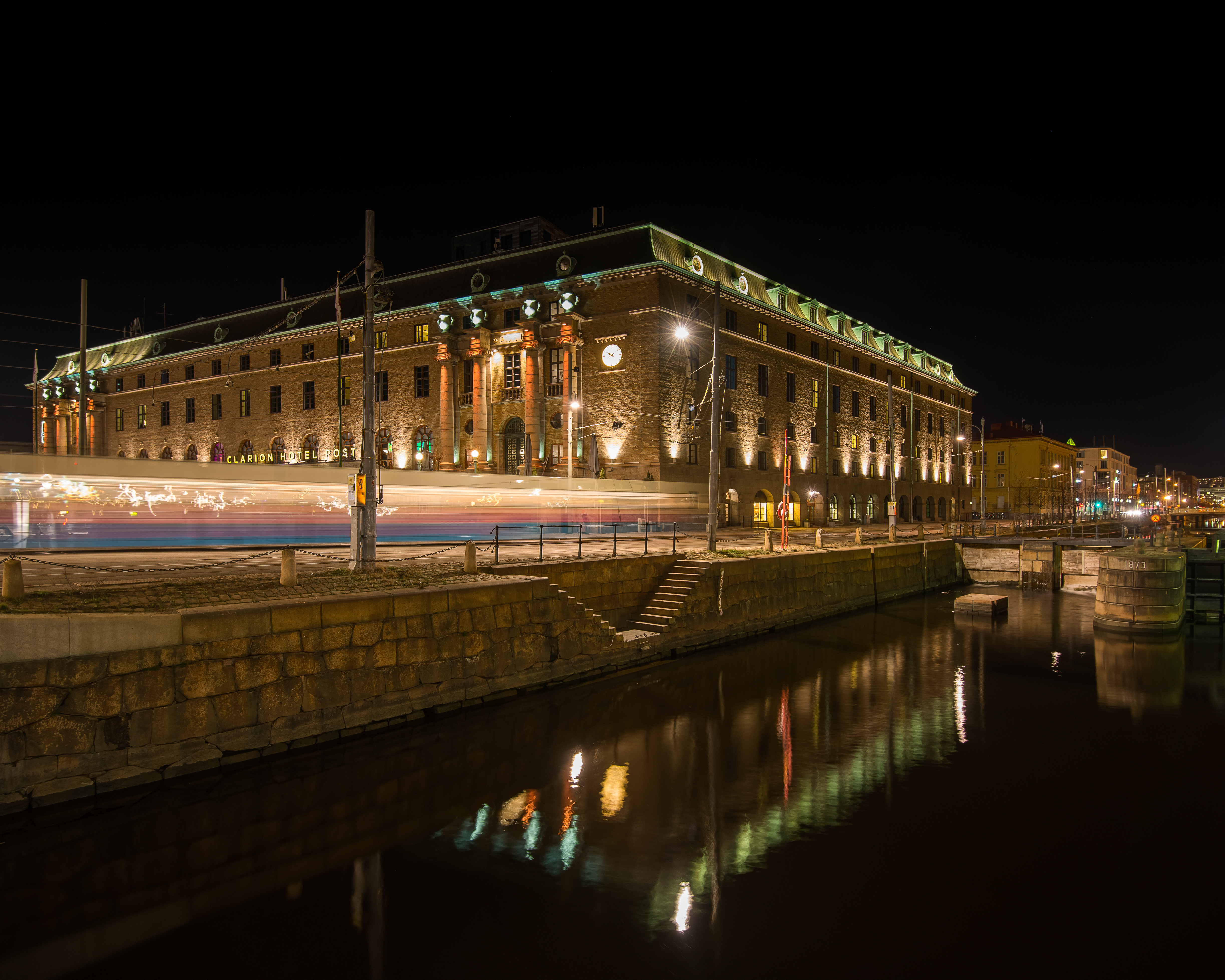
Centralposthuset sett från Slussgatan, 2015.

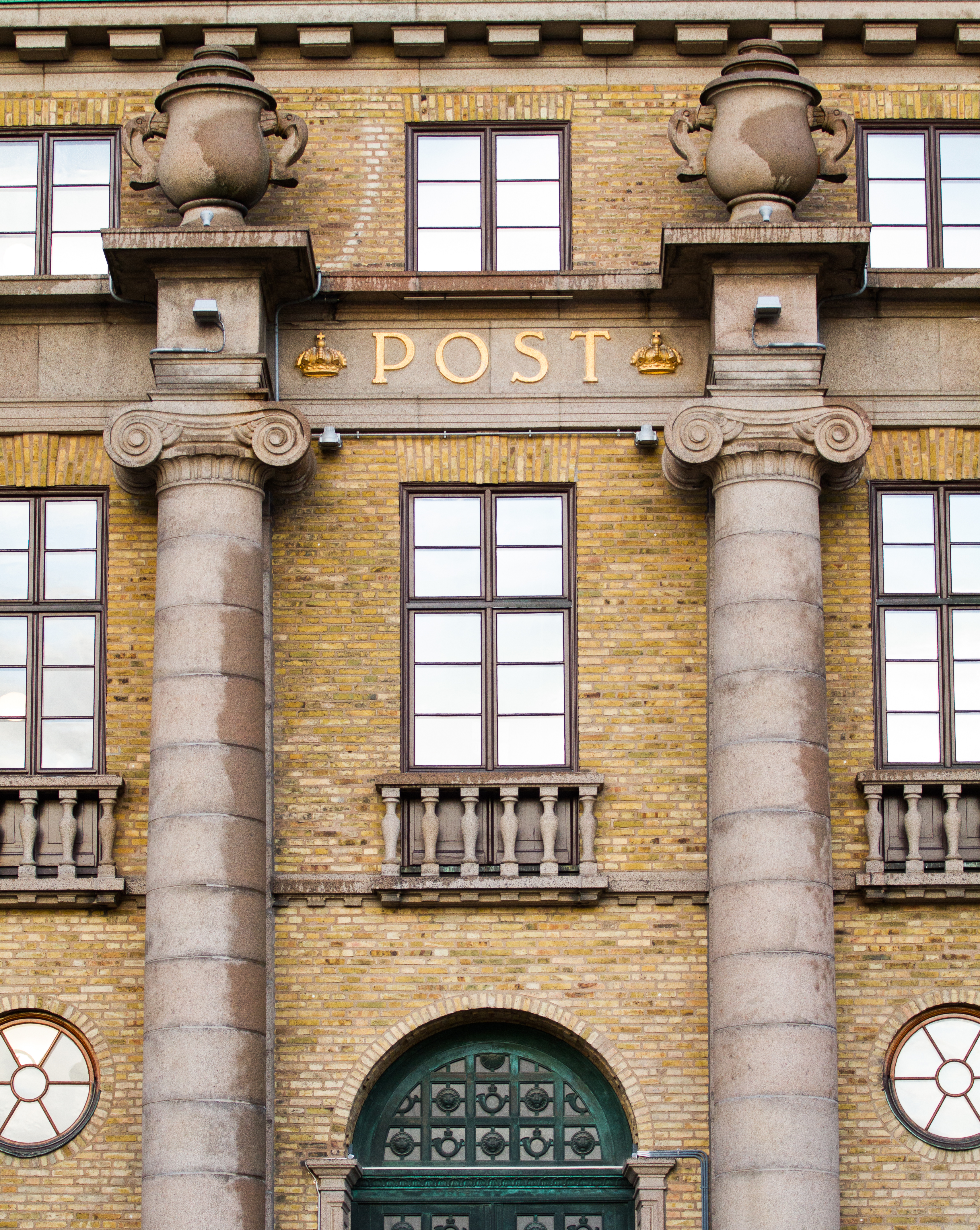
Detaljbild av fasaden.

Från 1910 hade Generalpoststyrelsen letat efter en tomt att bygga ett nytt posthus på då det gamla posthuset på Packhusplatsen började bli för litet. Man beräknade att man behövde en yta av 3 000 m². Alternativen man diskuterade var den angränsande Kronhustomten, tomten där dåvarande "Bracka" låg, dåvarande tomterna för Handelsinstitutet, samt angränsade tomter, bland annat Engelska kyrkans och en del av Sahlgenska tomten, där sedermera Sociala Huset, nuvarande Göteborgs universitets lokaler placerades, vid Grönsakstorget. Utöver dessa alternativ var dessutom generalpostdirektören intresserad av Stora Teaterns tomt. Angående byggnadens lokalisering angav Generalpoststyrelsen att: "Beträffande den mission, i fråga om stadens utseende Centralkontorets läggande vid Drottningtorget skulle fylla, må erinras om dess vida viktigare mission att spara korrespondenterna tid och arbete och ej betunga dem med onyttigt fjät som avsides läge medför."
I december 1912 fanns det ett färdigt köpeavtal gällande tomt nummer 67 A i stadens tolfte rote, med angränsande mark vid Drottningtorget. Området skulle tillträdas den 1 oktober 1915 och var 5 583,1 m². Köpet omfattande inte marken för den blivande posthusgården, som istället skulle arrenderas fram till 1 september 1940, för en summa av 500 kronor per år.
Kungl Maj:t och riksdagen tillstyrkte 1914 budgeten för tomtinköp på totalt 961 304 kronor, och 1915 förverkligades köpet av tomten öster om Drottningtorget där det vid denna tid låg ett fattighus som kallades Bracka. Under första kvartalet 1917 revs detta hus och arbetet med posthuset påbörjades, som skulle ta över sju år. När det nyklassicistiska huset stod klart för invigning, pingstdagen den 30 maj 1925 i närvaro av bland andra Byggnadsstyrelsens generaldirektör Tengbom, generalpostdirektören Julius Juhlin samt ett antal högt uppsatta representanter för de nordiska länderna, var det inte bara det största posthuset i Norden, utan även det dyraste husbygget i Sverige med en byggkostnad som först beräknades till 2,4 miljoner kronor, men fick slutnotan 8,4 miljoner kronor, uppfört i tre våningar. Den beryktade göteborgska leran krävde 6 128 granpålar, 15–18 meter långa, för att stabilisera byggnaden. När byggnaden stod klar var det ett av Göteborgs absolut förnämsta byggnadsverk där enbart Amerikahuset kunde konkurrera i pampighet.
Huset blev till ytan det näst största huset i Göteborg med en bottenplatta på 6 235 kvadratmeter. (Det största var Arbetarförenings hus vid Järntorget). Huset har en hästskoform, är främst byggt i granit från Hunnebostrandsområdet, har en mängd nationalromantiska smidesdetaljer och ett tak av skiffer från Grythytteheds skifferverk. I graniten finns inmejslat bilder som visar posttransporter i äldre tider, med skidor, häst och dragrenar med ackja. Den slipade kalkstenen som finns inomhus kom från Gusta Stenförädlingsverk i Brunflo.
I det färdiga huset fördelades lokalerna enligt följande:
- Postlokaler 8 094 m²
- Uthyrda lokaler 9 036 m²
- Trappor, korridorer med mera 4 716 m²
- Totalt 21 846 m²

I de cirka 1 000 olika lokalerna fanns 560 fönster och 1 620 dörrar. Posthuset skulle ersätta den gamla Huvudposten på Packhusplatsen 3, som låg där mellan åren 1873-1925, granne med det så kallade "Hertziahuset" och hotell Hembygden.
Posthuset blev den 1 mars 1994 byggnadsminne, vilket innebär att fasaden och exempelvis kassahallen inte får ändras. Under en kort period från den 20 januari samma år var det statligt byggnadsminne. Efter bolagiseringen av Postverket 1 mars omvandlades det till enskilt byggnadsminne.

## Hotellverksamhet
Idag ägs byggnaden av företaget Home Properties som byggt om posthuset till hotell vilket bland annat gjort att ytorna blivit 65 % större. Hotellkedjan Clarion driver hotellet under namnet Clarion Hotel Post.